# Bärbel Martin
Barbara Martin oder Bärbel Martin (* 10. November 1940) ist eine ehemalige deutsche Eiskunstläuferin und Deutsche Meisterin 1960 bei den Damen.
Sie repräsentierte den Hamburger EV. Sie nahm 1960 an den Olympischen Winterspielen teil und wurde dort 14.

## Erfolge/Ergebnisse
| Wettbewerb/Wintersaison  | 1959 | 1960 | 1961 |
| ------------------------ | ---- | ---- | ---- |
| Olympische Winterspiele  | -    | 14.  | -    |
| Weltmeisterschaften      | -    | 17.  | -    |
| Europameisterschaften    | 17.  | 15.  | -    |
| Deutsche Meisterschaften | 2.   | 1.   | 2.   |